# Mistrzostwa Europy U-22 w siatkówce plażowej
Mistrzostwa Europy U–22 w siatkówce plażowej – zawody rozgrywane od 1999 pod patronatem Europejskiej Konfederacji Piłki Siatkowej. Pierwotnie rozgrywane były  dla siatkarek i siatkarzy poniżej 23 lat. Zmiana kategorii wiekowej nastąpiła pomiędzy 2012 i 2013. Pierwsze zawody odbyły się w Schinias w Grecji. Są organizowane corocznie, w tych samym miejscach dla kobiet i mężczyzn.

## Medaliści

### Mężczyźni
| Mistrzostwa Europy U–23 | Mistrzostwa Europy U–23 | Mistrzostwa Europy U–23                                  | Mistrzostwa Europy U–23                          | Mistrzostwa Europy U–23                        |
| Rok                     | Gospodarz               | Złoto                                                    | Srebro                                           | Brąz                                           |
| ----------------------- | ----------------------- | -------------------------------------------------------- | ------------------------------------------------ | ---------------------------------------------- |
| 1999                    | Schinias                | Hiszpania Raul Aro Perez Francisco Rodriguez Herrera     | Grecja Pawlos Beligratis Dimitrios Kelepuris     | Niemcy Thomas Kröger Karl Strempel             |
| 1999                    | Schinias                | Hiszpania Raul Aro Perez Francisco Rodriguez Herrera     | Grecja Pawlos Beligratis Dimitrios Kelepuris     | Panagiotis Fotopulos Omiros Psomiadis          |
| 2000                    | San Marino              | Niemcy David Klemperer Jonas Reckermann                  | Hiszpania John Garcia-Thompson Agustin Correa    | Rosja Aleksiej Taratin Dmitrij Barsuk          |
| 2001                    | Esposende               | Portugalia José Pedrosa José Teixeira                    | Niemcy Clemens Doppler Peter Gartmayer           | Rosja Aleksiej Taratin Dmitrij Barsuk          |
| 2003                    | Stare Jabłonki          | Rosja Anton Kulikowskij Aleksiej Werbow                  | Niemcy Eric Koreng Marcus Popp                   | Niemcy Hannes Ambelang Manuel Rieke            |
| 2004                    | Brno                    | Hiszpania Pablo Herrera Raúl Mesa                        | Niemcy Daniel Krug Mischa Urbatzka               | Polska Grzegorz Klimek Dominik Witczak         |
| 2005                    | Mysłowice               | Łotwa Mārtiņš Pļaviņš Aleksandrs Samoilovs               | Finlandia Anssi Hakala Pekka Seppänen            | Niemcy Florian Huth Stefan Uhmann              |
| 2006                    | St. Pölten              | Austria Felix Bläuel Alexander Huber                     | Niemcy Matthias Pompe Stefan Uhmann              | Łotwa Mārtiņš Pļaviņš Aleksandrs Samoilovs     |
| 2007                    | Paralimni               | Niemcy Sebastian Fuchs Thomas Kaczmarek                  | Hiszpania Adrián Gavira Francisco Alfredo Marco  | Rosja Jarosław Koszkariew Siergiej Prokopiew   |
| 2008                    | Espinho                 | Polska Grzegorz Fijałek Mariusz Prudel                   | Włochy Matteo Ingrosso Paolo Ingrosso            | Niemcy Sebastian Fuchs Thomas Kaczmarek        |
| 2009                    | Jantarnyj               | Niemcy Alexander Walkenhorst Stefan Windscheif           | Rosja Siergiej Kostiuchin Aleksiej Jutwalin      | Niemcy Stefan Köhler Nils Rohde                |
| 2010                    | Kos                     | Polska Michał Kądzioła Jakub Szałankiewicz               | Niemcy Matthias Penk Alexander Walkenhorst       | Włochy Paolo Ingrosso Paolo Nicolai            |
| 2011                    | Porto                   | Niemcy Lars Flüggen Stefan Köhler                        | Polska Michał Kądzioła Jakub Szałankiewicz       | Rosja Rusłan Bykanow Siergiej Kostiuchin       |
| 2012                    | Assen                   | Rosja Serhij Popow Walerij Samodaj                       | Polska Piotr Kantor Bartosz Łosiak               | Białoruś Aleksandr Dziadkou Jauhien Wisznieusk |
| Mistrzostwa Europy U-22 |                         |                                                          |                                                  |                                                |
| Rok                     | Gospodarz               | Złoto                                                    | Srebro                                           | Brąz                                           |
| 2013                    | Warna                   | Polska Bartosz Łosiak Piotr Kantor                       | Norwegia Lars Fredrik Tvinde Hendrik Nikolai Mol | Polska Maciej Kosiak Maciej Rudol              |
| 2014                    | Fethiye                 | Norwegia Runar Torsvik Sannarnes Christian Sandlie Sørum | Szwajcaria Nico Beeler Marco Krattiger           | Austria Christoph Dressler Benedikt Kattner    |
| 2015                    | Macedo de Cavaleiros    | Polska Michał Bryl Kacper Kujawiak                       | Francja Romain Di Giantommaso Maxime Thiercy     | Rosja Maksim Siwolap Igor Weliczko             |
| 2016                    | Saloniki                | Norwegia Anders Mol Christian Sørum                      | Austria Moritz Pristauz Maximilian Trummer       | Francja Arnaud Gauthier-Rat Arnaud Loiseau     |
| 2017                    | Baden                   | Rosja Oleg Stojanowski Artem Jarzutkin                   | Norwegia Mathias Berntsen Anders Mol             | Austria Moritz Pristauz Paul Buchegger         |
| 2018                    | Jurmała                 | Łotwa Kristaps Šmits Mihails Samoilovs                   | Hiszpania Alejandro Huerta Javier Huerta         | Litwa Audrius Knašas Patrikas Stankevičius     |
| 2019                    | Antalya                 | Rosja Aleksiej Gusjew Pawieł Szustrow                    | Niemcy Lukas Pfretzschner Robin Sowa             | Francja Timothée Platre Théo Faure             |
| 2020                    | Vlissingen              |                                                          |                                                  |                                                |

### Kobiety
| Mistrzostwa Europy U–23 | Mistrzostwa Europy U–23 | Mistrzostwa Europy U–23                        | Mistrzostwa Europy U–23                               | Mistrzostwa Europy U–23                      |
| Rok                     | Gospodarz               | Złoto                                          | Srebro                                                | Brąz                                         |
| ----------------------- | ----------------------- | ---------------------------------------------- | ----------------------------------------------------- | -------------------------------------------- |
| 1999                    | Schinias                | Łotwa Inga Ikauniece Inguna Minusa             | Austria Sabina Basagic Sara Montagnolli               | Szwecja Petra Ekblom Karin Lundqvist         |
| 1999                    | Schinias                | Łotwa Inga Ikauniece Inguna Minusa             | Austria Sabina Basagic Sara Montagnolli               | Rumunia Cristina Androhovici Laura Dulcianu  |
| 2000                    | San Marino              | Czechy Lenka Felbabová Marika Těknědžjanová    | Łotwa Inguna Minusa Inga Pūliņa                       | Łotwa Inese Jursone Inga Vētra               |
| 2001                    | Esposende               | Rosja Anna Woronowa Jekaterina Woronowa        | Czechy Lenka Felbabová Michaela Maixnerová            | Hiszpania Catalina Maria Pol Ester Ribera    |
| 2003                    | Stare Jabłonki          | Czechy Kateřina Tychnová Markéta Tychnová      | Niemcy Geeske Banck Friederike Romberg                | Grecja Flora Joannidu Christina Paraskejaidu |
| 2004                    | Brno                    | Finlandia Emilia Nyström Erika Nyström         | Szwajcaria Isabelle Forrer Lea Schwer                 | Niemcy Laura Ludwig Sara Niedrig             |
| 2005                    | Mysłowice               | Niemcy Anja Günther Jana Köhler                | Niemcy Laura Ludwig Sara Niedrig                      | Czechy Šárka Nakládalová Veronika Pokorná    |
| 2006                    | St. Pölten              | Niemcy Laura Ludwig Sara Niedrig               | Niemcy Katrin Holtwick Ilka Semmler                   | Austria Doris Schwaiger Stefanie Schwaiger   |
| 2007                    | Paralimni               | Niemcy Frederike Fischer Jana Köhler           | Czechy Jana Goliášová Eva Weissová                    | Holandia Kim Renkema Margo Wiltens           |
| 2008                    | Espinho                 | Rosja Maria Prokopiewa Jewgienija Ukołowa      | Czechy Kristýna Kolocová Markéta Sluková              | Polska Katarzyna Urban Joanna Wiatr          |
| 2009                    | Jantarnyj               | Niemcy Britta Büthe ulia Großner               | Czechy Kristýna Kolocová Markéta Sluková              | Niemcy Karla Borger Julia Sude               |
| 2010                    | Kos                     | Czechy Kristýna Kolocová Markéta Sluková       | Włochy Laura Giombini Marta Menegatti                 | Rosja Irina Czajka Jelizawieta Riabowa       |
| 2011                    | Porto                   | Holandia Rimke Braakman Michelle Stiekema      | Polska Monika Brzostek Kinga Kołosińska               | Niemcy Chantal Laboureur Kira Walkenhorst    |
| 2012                    | Assen                   | Niemcy Chantal Laboureur Kira Walkenhorst      | Rosja Julia Abałakina Irina Czajka                    | Niemcy Christine Aulenbrock Victoria Bieneck |
| Mistrzostwa Europy U-22 |                         |                                                |                                                       |                                              |
| Rok                     | Gospodarz               | Złoto                                          | Srebro                                                | Brąz                                         |
| 2013                    | Warna                   | Szwajcaria Nina Betschart Anouk Vergé-Dépré    | Hiszpania Angela Lobato Herrero Paula Soria Gutiérrez | Czechy Hana Tresnáková Eliška Gálová         |
| 2014                    | Fethiye                 | Polska Karolina Baran Jagoda Gruszczyńska      | Polska Katarzyna Kociołek Dorota Strąg                | Szwajcaria Nicole Eiholzer Dunja Gerson      |
| 2015                    | Macedo de Cavaleiros    | Szwajcaria Nina Betschart Nicole Eiholzer      | Polska Katarzyna Kociołek Dorota Strąg                | Litwa Ieva Dumbauskaitė Monika Povilaityte   |
| 2016                    | Saloniki                | Łotwa Anastasija Kravčenoka Tīna Graudiņa      | Polska Katarzyna Kociołek Jagoda Gruszczyńska         | Niemcy Lisa Arnholdt Nadja Glenzke           |
| 2017                    | Baden                   | Rosja Nadieżda Makroguzowa Swietłana Chołomina | Rumunia Adriana Matei Beata Vaida                     | Niemcy Lisa Arnholdt Leonie Welsch           |
| 2018                    | Jurmała                 | Rosja Nadieżda Makroguzowa Swietłana Chołomina | Łotwa Anastasija Kravčenoka Tīna Graudiņa             | Hiszpania Daniela Álvarez María Belén Carro  |
| 2019                    | Antalya                 | Rosja Marija Boczarowa Marija Woronina         | Niemcy Julika Hoffmann Sarah Schulz                   | Hiszpania Daniela Álvarez María Belén Carro  |
| 2020                    | Vlissingen              |                                                |                                                       |                                              |